# Avon, New South Wales
Avon är en ort (suburb) i delstaten New South Wales i Australien. Folkmängden var 12 år 2011.